# Clytra cingulata
Clytra cingulata (лат.) — вид листоедов (Chrysomelidae) из подсемейства клитрины (Clytrinae). Встречается в Малой Азии и Среднем Востоке.